# Abonnentväxel

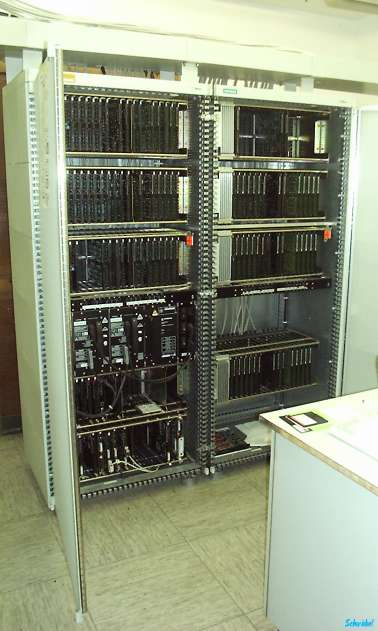
En PBX för ca 1200 användare

Abonnentväxel eller PBX (private branch exchange) är en icke-publik telefonväxel, till exempel inom ett företag. Växeln har både interna och externa linjer. De interna linjerna kallas anknytningar medan de externa kallas huvudledningar eller centralledningar. Tidigare var huvudledningarna analoga telefonlinjer, ofta ordnade i ett gruppnummer, d.v.s. flera enskilda telefonlinjer som alla anropas med ett gemensamt växelnummer. Numera går förbindelsen till överordnad station via ISDN eller internettelefoni. För kommunikation mellan PBX:er på skilda orter används ISDN, DPNSS APNSS, eller QSIG. Abonnentväxlar finns i många storlekar, i Sverige från tre anknytningar och två huvudledningar upp till 10 000 anknytningar och hundratals huvudledningar. Abonnentväxlar namnges ofta med utgångspunkt från kapaciteten (antal anknytningar och huvudledningar), t.ex. Tellus 15 (15 anknytningar), AK 160 (160 anknytningar) och Fenix 250 (250 anknytningar). Abonnentväxlar kan delas in i kategorierna manuella och automatiska. De manuella kan antingen vara proppväxlar eller snörväxlar. De automatiska kan antingen vara elektromekaniska eller elektroniska - eller numera helt bestå av mjukvara. I snörväxlar kallas telefonistens utrustning för växelbord medan de elektromekaniska och elektroniska kallas telefonistapparat eller förmedlingsapparat.

## Abonnentväxlar i Sverige
Televerket hade monopol på abonnentväxlar fram till slutet av 1980-talet. Abonnenterna hyrde växlarna och det kunde vara frågan om mycket stora investeringar för företag och myndigheter. En stor företagsväxel kunde kosta 5 miljoner kronor (SEK). De tidigare stora elektromekaniska växlarna avvecklades under 1980- och 90-talen och ersattes av programminnesstyrda växlar som då kallades "elektroniska växlar". ASD 551 var en av de första sådana växlarna. Därefter kom de helt elektroniska växlarna. A345 (även kallad "Kanada-växeln") var den första växel i Televerkets nät som inte var svenskkonstruerad, utan inköpt från kanadensiska Northern Telecom och anpassad för svenska förhållanden.) Omkring 1984 lanserades A335, som utvecklats gemensamt av Ericsson och Televerket i bolaget ELLEMTEL. A335 var uppbyggd av segment, så kallade LIM, och kunde byggas ut till ett stort antal anknytningar. A335 fick senare beteckningen MD110 och blev en mycket stor exportframgång för Ericsson. Växeln Ericsson MD110 blev en av de volymmässigt största abonnentväxlarna i världen. I början av 1990-talet exporterade Ericsson MD110-växlar för 3-4 miljarder per år.

## Televerkets abonnentväxlar i Sverige
Så länge det svenska telemonopolet existerade, tillhandahöll det svenska Televerket abonnentväxlar för företag och myndigheter. Televerkets ambitioner, att leverera tekniskt avancerade och kundanpassade växlar, var höga. Utvecklingen av en ny telefonväxel föregicks av utförliga undersökningar och fältprov vad gäller funktion och användning. Det tekniska arbetet bakom utvecklingen av nya växlar var omfattande och kostnadskrävande på den elektromekaniska tiden, vilket ledde till höga abonnentavgifter - och i viss mån kritik mot Televerkets monopolställning. Men om man ser till funktion och driftsäkerhet var avgiftsnivåerna högst motiverade.
Här följer en översikt över några av de vanligaste telefonväxlarna i Televerkets utbud för växlar för automattrafik (AT).

## Manuella växlar
AP 10, AP 20 
AP 11, AP 21 - 10-nummers- och 20-nummers proppväxlar, 00-27110, 00-27120

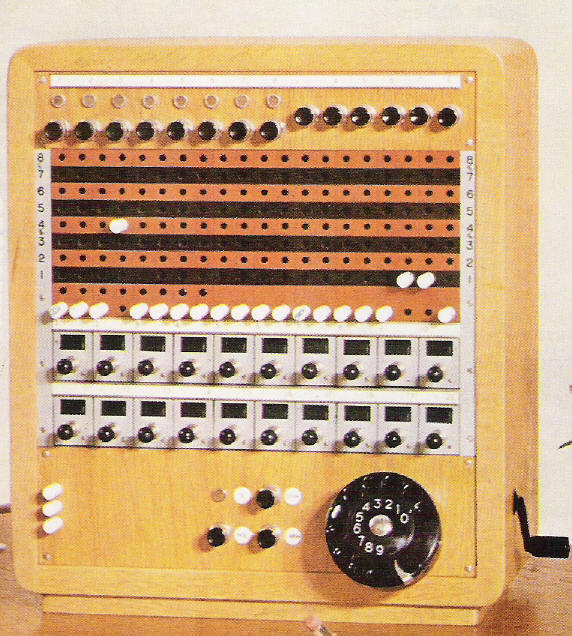
Televerkets proppväxel 20-nummers

AK 100, AK 120, AK 160, AK 200

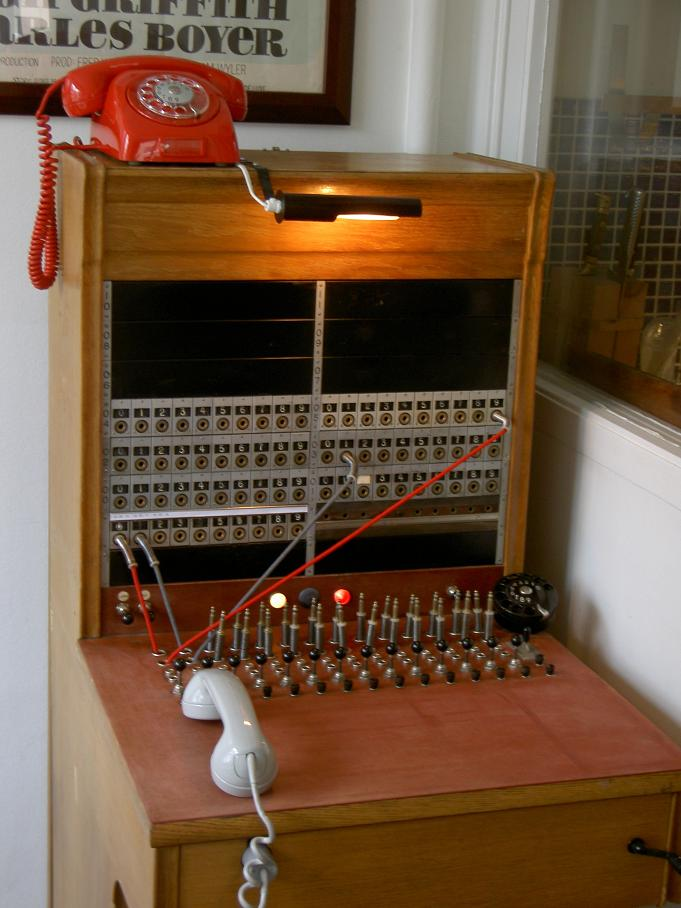
Televerkets manuella växel AK160

AL 600

## Automatiska växlar

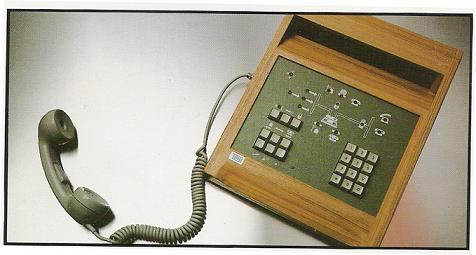
Telefonistapparat A325 (föregångare till Titan 100)

TV35 (mekanisk med förmedlingsbord, max 90 anknytningar)
OS45, OS54 (mekanisk med förmedlingsbord, kapacitet flera tusen anknytningar)
A 319 (elektromekanisk, max 9 anknytningar)
TV52, AVX 20, AVX 40, AVX 90 (mekanisk med förmedlingsbord, 20-90 anknytningar)
A333 (elektromekanisk, max 270 anknytningar)
A344 (elektromekanisk, obegränsat antal anknytningar)
A350 (elektromekanisk, max 20 anknytningar)
A353 (elektromekanisk, max 3 anknytningar)
A323 (elektromekanisk, max 90 anknytningar)
ASD 551 (elektronisk, max 592 anknytningar)
A 305, Pulsar 7 (elektronisk, max 7 anknytningar)
A 315, Tellus 15 (elektronisk, max 15 anknytningar)
A 415, Midi/Maxi (elektronisk, max 36 anknytningar)
A 325, Titan 100 (elektronisk, max 128 anknytningar)
A 345 (elektronisk, obegränsat antal anknytningar)
A 335/MD110 (elektronisk, obegränsat antal anknytningar)
Fenix DX60 (elektronisk, max 60 anknytningar)
Fenix BP50 (elektronisk, max 50 anknytningar)
Fenix BP250 (elektronisk, max 250 anknytningar)

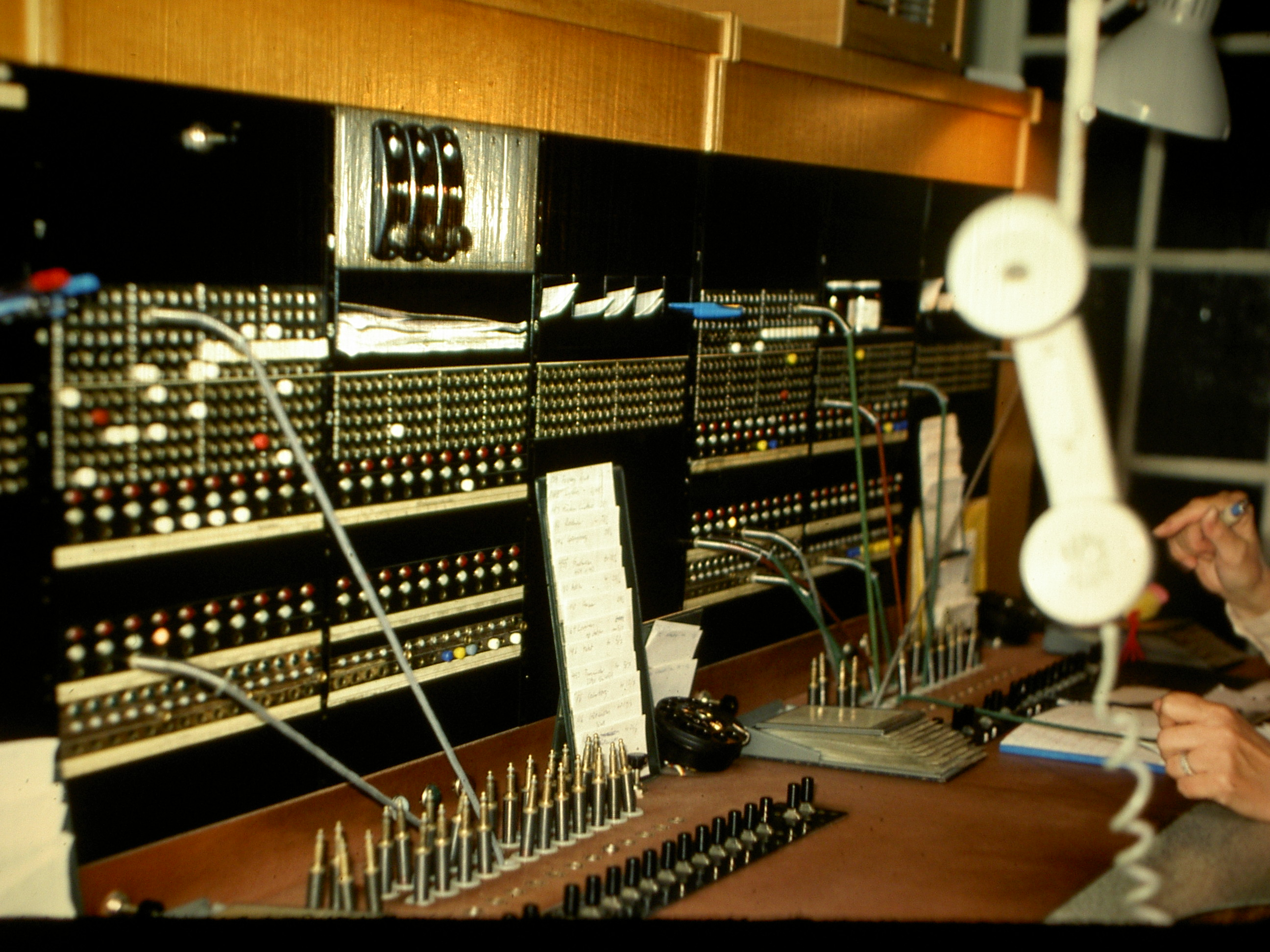
OS54

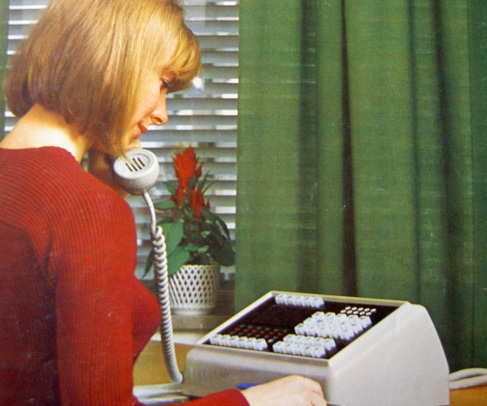
Förmedlingsapparat A333 (även A344)